# B.A.N.G.E.R.S.
B.A.N.G.E.R.S. er en dansk rapgruppe som blev stiftet i 1998 af rapperne L.O.C., U$O samt DJ'en DJ Rescue. Kort efter blev N.I.S (NiggerenISlæden), også kendt som Johnson, introduceret og gruppen var fuldtallig.
I de to år gruppen var sammen, satte de et stort præg på den danske rapscene, og virkede som forbilleder for mange opkommende danske rappere.
Sammen indspillede de en EP som de kaldte for VIP EP'en, som indeholdte fire numre, hvor af det ene var et remix. EP'en som kun udkom på vinyl, og i et stærkt begrænset oplag, kostede dengang 65 kroner, men har siden udviklet sig til et samlerobjekt, og er ved flere lejligheder blevet solgt til over 500 kroner for et brugt eksemplar.
For tiden er gruppen gået hver til sit, og de tre rappere har alle gang i solo projekter. Dog har de været at finde samlet flere gange efter deres opbrud. Blandt andet på Gadeplan som er en opsamling, præsenteret af DJ Typhoon, og som udkom i 2004.
I dag er der lidt gang i den igen i B.A.N.G.E.R.S.-lejren, og det forlyder at VIP EP'en bliver genoptrykt. Det er Run For Cover der udgiver den som 10" i et begrænset oplag på kun 500 eksemplarer.

## Diskografi
- VIP EP'en (1999)